# Donador d'electrons
Un donador d'electrons (en anglès: electron donor) és una entitat química que dona electrons a una altra compost. És un agent reductor i per la seva virtut de donar electrons ell mateix s'oxida en el procés.
En bioquímica, típicament hi ha transferència d'electrons durant la respiració cel·lular, amb alliberament d'energia química a tota la cèl·lula. Alguns donador d'electrons importants són els hidrocarburs del petroli, solvents poc clorats com el vinilclorur o matèria orgànica del sòl i compostos inorgànics reduïts. També és d'importància el procés de donació d'electrons en la biodegradació de contaminants orgànics.
L'energia de donació d'una molècula donadora d'electrons es mesura amb el seu potencial d'ionització que és l'energia requerida per treure un electró des del seu orbital molecular més alt ocupat. El balanç energètic global (ΔE), és a dir, l'energia guanyada o perduda, en una transferència de donador-acceptor d'electrons està determinada per la diferència entre l'afinitat d'electró (A) i el potencial d'ionització (I):
{\displaystyle {\Delta }E=A-I\,}
Una base de Lewis en química la formen un conjunt de parell d'electrons que formen un enllaç covalent. L'electropositivitat i l'electronegativitat marquen la força per donadors d'electrons i receptors d'electrons respectivament.